# Jazz an einem Sommerabend
Jazz on a Summer’s Day ist ein 1960 veröffentlichter Dokumentarfilm, der auf dem Newport Jazz Festival am Sonntag, dem 6. Juli 1958 spielt. Regisseur und Kameramann war der angesehene Werbe-, Mode- und Pressefotograf Bert Stern, dessen einziger Film das ist. Der Film gilt allgemein als einer der schönsten Jazz-Filme, in dem die unterschiedlichsten Stile „zu Wort“ kommen, vom Bop und Cool Jazz, der Avantgarde bis zum traditionellen Jazz, außerdem Gospel, Rock und Rhythm and Blues.
Der Film vermischt Bilder von Wasser und der Stadt mit den Musikern und dem Publikum auf dem Festival. Außerdem werden Szenen des America’s-Cup-Yachtrennens 1958 verwendet. Der Film kommt weitestgehend ohne Dialoge oder Offtext aus, abgesehen von gelegentlichen Anmerkungen des MC Willis Conover. Daher ist es sinnvoll, die Gruppen in der Reihenfolge, in der sie erscheinen, aufzuzählen:
- Jimmy Giuffre Trio: Giuffre, Bob Brookmeyer, Jim Hall (The Train and the River),
- Thelonious Monk Trio: Monk, Henry Grimes, Roy Haynes (Blue Monk)
- Sonny Stitt und Sal Salvador (Blues),
- Anita O’Day (Sweet Georgia Brown, Tea for Two, mit Max Roach),
- George Shearing Quintett (Rondo)
- Dinah Washington (All of me), mit Terry Gibbs, Urbie Green, Max Roach
- Gerry Mulligan Quartett: Mulligan, Art Farmer (Catch as catch can)
- Big Maybelle Smith (Ain’t mad at you),
- Chuck Berry (Sweet little sixteen, begleitet von Teagarden und Jo Jones)
- Chico Hamilton Quintet (Blue Sands, mit Eric Dolphy), John Pisano (Gitarre)
- Louis Armstrong and his All-Stars: Jack Teagarden, Trummy Young (Posaune), Danny Barcelona (Schlagzeug), Billy Kyle (Klavier) (Up a Lazy River, Tiger Rag, Rockin’ Chair, When the Saints Go Marching In)
- Mahalia Jackson (Didn’t it rain, Shout all over, Lords prayer)

Außerdem zu sehen sind u. a. Buck Clayton, Peanuts Hucko, Ray Mosca, Bill Crow und Armando Peraza. Das Drehbuch des Films wurde von Albert D’Annibale und Arnold Perl geschrieben. 1999 wurde er in das National Film Registry aufgenommen.
Der Film ist auch auf DVD erschienen. In einer aufwendig restaurierten 4K-Version ist der Film 2021 wieder in die Kinos gekommen.

## Kritiken
- Lexikon des internationalen Films: „Dokumentarbericht vom Jazzfestival in Newport 1959<sic> mit der Elite zeitgenössischer Solisten. Für Freunde und Kenner des Jazz stilistisch, optisch und akustisch ein Genuß.“[2]
- Kino-Zeit: „Musikfilme, insbesondere Konzertfilme, sind oft nur abgefilmte Bühnenperformances … Doch es gibt einige Konzertfilme – die ewigen Meisterwerke –, die ausgehend vom Erlebnis die Bühnendarbietungen transzendieren. … Jazz an einem Sommerabend, zehn Jahre nach<sic: vor!> Woodstock, gelingt dieses filmische Surplus ebenfalls. Weil nicht nur Musik, sondern Atmosphäre erzeugt wird. Und dies, indem die Atmosphäre des Jazzfestivals nicht nur eingefangen, sondern verdichtet, verstärkt und geschärft wird.“[3]